# Beronowo
Beronowo (bułg. Бероново) – wieś w Bułgarii, w obwodzie Burgas, w gminie Sungurłare. Według danych szacunkowych Ujednoliconego Systemu Ewidencji Ludności oraz Usług Administracyjnych dla Ludności, 15 czerwca 2020 roku miejscowość liczyła 130 mieszkańców.